# Domme invest
Domme invest is een lied van de Nederlandse rappers Chivv en Dopebwoy en Algerijns-Franse rapper Boef. Het werd in 2021 als single uitgebracht.

## Achtergrond
Domme invest is geschreven door Chyvon Pala, Jordan Averij Jacott, Sofiane Boussaadia en Ivano Leanord Biharie en geproduceerd door Frnkie. Het is een nummer uit het genre nederhop. Het lied gaat over geld uitgeven aan een vrouw in een relatie of tijdens het daten, wat volgens de liedverteller geen slechte investering is. Het nummer werd bij NPO FunX uitgeroepen tot DiXte, wat betekent dat het in de week dat het tot die titel werd uitgeroepen vaker op die zender werd gedraaid.
Wat betreft eerdere samenwerkingen van de rappers voor Domme invest, waren Chivv en Dopebwoy in 2017 al samen te horen op Cartier. Chivv en Boef stonden onder andere al samen op Sneaky money en Kofferbak. Boef en Dopebwoy hadden samen de hits Guap, TikTok en Champagne Papi gemaakt. Ze herhaalden de samenwerking op Monaco.

## Hitnoteringen
De artiesten hadden verschillend succes met het lied in Nederland. Het piekte op de 27e plaats van de Single Top 100 en stond drie weken in deze hitlijst. De Top 40 werd niet bereikt; het lied bleef steken op de achtste plaats van de Tipparade.